# Zapustka
Zapustka est une localité polonaise de la gmina et powiat de Miechów en voïvodie de Petite-Pologne.